# Jilešovice - Děhylov
Jilešovice - Děhylov este o arie protejată (arie specială de conservare — SAC, sit de importanță comunitară — SCI) din Republica Cehă întinsă pe o suprafață de 18,82 ha, integral pe uscat.

## Localizare
Centrul sitului Jilešovice - Děhylov este situat la coordonatele 49°53′04″N 18°10′09″E / 49.884444°N 18.169167°E.

## Înființare
Situl Jilešovice - Děhylov a fost declarat sit de importanță comunitară în aprilie 2005 pentru a proteja 1 specie de animale. Situl a fost protejat și ca arie specială de conservare în iulie 2013.

## Biodiversitate
Situată în ecoregiunea continentală, aria protejată nu include niciun habitat protejat.
La baza desemnării sitului se află o specie protejată de  nevertebrate: Phengaris nausithous.